# كيت زيل
كيت زيل (بالإنجليزية: Kit Zell)‏ هو لاعب كرة قدم أمريكي في مركز الهجوم، ولد في 19 أغسطس 1954 في سياتل في الولايات المتحدة. لعب مع بورتلاند تيمبرز.